# Сектор 2 (Бухарест)
Сектор 2 (рум. Sectorul 2) — административная единица столицы Румынии, Бухареста. Расположен в северо-восточной части города между сектором 1 и сектором 3.

## Демография
В секторе 2 живёт (по оценке 31 октября 2011 года) 355,370 человек. Здесь же проживает самая крупная китайская община в Румынии, которые в основном проживают в районах Colentina и Obor.

## Экономика
В этом секторе свой главный офис имеет авиакомпания Air Bucharest.

## Кварталы
- Colentina
- Iancului
- Moșilor
- Obor
- Pantelimon
- Ştefan cel Mare
- Tei
- Vatra Luminoasă

## Политика
Мэром сектора является Раду Михаю, член Альянса USR-PLUS, избранный в 2020 году на четырёхлетний срок. Местный совет имеет 27 мест со следующим партийным составом (по состоянию на 2020 год):
| Партии                          | Идеология партии    | Места в Совете Сектора 2 |
| ------------------------------- | ------------------- | ------------------------ |
| Социал-демократическая партия   | Социал-демократия   | 10/27                    |
| USR PLUS                        | Либерализм          | 9/27                     |
| Национальная либеральная партия | Национал-либерализм | 6/27                     |
| Партия Народного движения       | Правоцентризм       | 2/27                     |

## Статистика учреждений
Данные учреждений, представленные на официальном сайте сектора:
| Название объектов      | кол-во |
| ---------------------- | ------ |
| Парки                  | 22     |
| Мед. учреждения        | 19     |
| Обр. учреждения        | 112    |
| Религиозные учреждения | 58     |
| Рынки                  | 7      |